# J-TEXT
J-TEXT是中国高校中唯一的大中型托卡马克装置核聚变实验装置，由中国华中科技大学与美国德州大学奥斯丁分校共建。

J-TEXT中国三大托卡马克装置之一，被纳入中国磁约束聚变发展路线图，也是依托于华中科技大学成立的“磁约束核聚变教育部研究中心”的主要研究平台。

J-TEXT装置在破裂缓解研究方面成绩突出，ITER国际科技顾问委员会列为散裂弹丸破裂缓解研究四大装置之一。